# Willy Meyer
Willy Enrique Meyer Pleite (n. Madrid, 19 de agosto de 1952) es un político español de Izquierda Unida (IU). Está casado con la también militante de IU Julia Hidalgo de Argüeso (n. Sanlúcar de Barrameda) y tienen dos hijos en común.

## Biografía
Ingresó en el Partido Comunista de España (PCE) en 1970 en la Facultad de Económicas de la Universidad de Madrid. Dirigente estudiantil, fue varias veces detenido, dos veces encarcelado y torturado, exiliado y procesado durante la dictadura.
Es miembro del Comité Ejecutivo del PCE y de la dirección federal de Izquierda Unida (IU). Hasta la XIV Asamblea de Izquierda Unida Los Verdes-Convocatoria por Andalucía (IULV-CA) fue coordinador institucional andaluz y miembro del Consejo de Administración de la Radio y Televisión de Andalucía. Como experto en temas de seguridad y defensa, ocupó la secretaría de relaciones internacionales de IU. Actualmente, ocupa la secretaría de Política Internacional de IU.
Ha sido concejal en el Ayuntamiento de Sanlúcar de Barrameda y diputado en la Diputación de Cádiz en el periodo 1987-1991. Fue elegido diputado del Congreso por la circunscripción de Cádiz en la VI legislatura (1996-2000) siendo portavoz de la Comisión de Interior y de Defensa. Fue miembro de la Comisión Mixta Congreso-Senado para la profesionalización de las Fuerzas Armadas y miembro de la Asamblea de la Organización para la Seguridad y la Cooperación en Europa (OSCE).
Fue eurodiputado por España entre 2004 y 2014, formando parte del grupo de Izquierda Unitaria Europea. Repitió como cabeza de lista de Izquierda Unida en las elecciones al Parlamento Europeo de 2009, encabezando la lista La Izquierda y consiguió un escaño. También ocupa el cargo de vicepresidente de la Comisión de Peticiones y de la Delegación de la Asamblea Euro-Latinoamericana. Fue también cabeza de lista de La Izquierda Plural para las elecciones europeas de 2014. Sin embargo, aunque obtuvo acta de eurodiputado, no llegó a tomar posesión, presentando su dimisión el 25 de junio, al haberse hecho público que el fondo de pensiones para eurodiputados del que era partícipe lo gestionaba una sicav en Luxemburgo. Explicó que "por coherencia con su militancia y compromiso político" renunciaba a su acta de eurodiputado y a las responsabilidades que ocupaba en la ejecutiva de IU.

## Distinciones honoríficas
- Caballero Gran Cruz de la Orden del Mérito Aeronáutico [con distintivo blanco] (Reino de España, 23/12/1999).[11]